# 부산국제우체국
부산국제우체국(釜山國際郵遞局)은 대한민국 과학기술정보통신부 우정사업본부 부산지방우정청 소속의 정부기관으로 부산국제우체국장은 행정사무관·공업사무관·시설사무관·전산사무관·방송통신사무관·식품위생사무관·간호사무관으로 보한다. 경상남도 양산시 동면 남양산1길 30에 위치하고 있다.

## 연혁
- 1949년 2월 1일 부산우체국 국제우편과로 발족
- 1976년 3월 15일 부산국제우체국 개국 (부산시 중구 중앙동)
- 1985년 7월 15일 남천동으로 이전 (부산시 수영구 남천1동 49-1)
- 1987년 1월 1일 국제선편 통상업무 일원화
- 1991년 9월 1일 국제선편 소포업무 일원화
- 1994년 7월 1일 안전과 신설
- 2005년 5월 9일 현 청사로 이전 (경남 양산시 동면 남양산1길 30)
- 2009년 10월 5일 하부조직 명칭변경 (안전과 -->운용과, 특수계 -->통상우편계)
- 2012년 1월 1일 조직개편 (영업과장 직급 하향조정, 통상우편계를 소포우편과로 통합)
- 2014년 1월 1일 조직개편 (관서급 하향 조정 및 하부조직 개편: 영업과 폐지 /소포우편과 --> 국제물류과, 지원과 및 운용과 --> 지원운용과)

## 조직
- 국제물류과
  - 통상통관팀
    - 항공 및 선편 발송과: 외국으로 발송하는 국제우편물을 소통함.
    - 항공 및 선편 도착과: 외국에서 부산항과 김해국제공항으로 오는 국제우편물을 소통함

  - 발착운송팀
- 지원운용과
  - 지원팀: 인사, 항공보안, 항만보안, 시설관리(기계계)등 사무지원 및 시설관리, 민원상담.
  - 운용팀
- 당직실